# Dennis Lawrence
Dennis Lawrence, né le 1er août 1974 à Morvant, est un footballeur trinidadien.

## Carrière

### En équipe nationale
Lawrence honore sa première cape le 18 mars 2000, face aux Antilles néerlandaises, dans le cadre des éliminatoires de la Coupe du monde 2002 (1-1). Il remporte un an plus tard la Coupe caribéenne des nations 2001, son seul titre avec les Socca Warriors.
Il dispute la Gold Cup en 2005 puis participe l'année suivante à la Coupe du monde 2006, le premier et seul Mondial disputé jusqu'à présent par l'équipe trinidadienne.
Il prend sa retraite internationale après un match nul obtenu face au Mexique (2-2), le 14 octobre 2009, rencontre qui clôt les éliminatoires de la Coupe du monde 2010. Il part avec un total de 89 matchs disputés sous le maillot de Trinité-et-Tobago (cinq buts marqués),.

#### Buts en sélection
| Buts en sélection de Dennis Lawrence | Buts en sélection de Dennis Lawrence | Buts en sélection de Dennis Lawrence               | Buts en sélection de Dennis Lawrence | Buts en sélection de Dennis Lawrence | Buts en sélection de Dennis Lawrence | Buts en sélection de Dennis Lawrence |
|                                      | Date                                 | Lieu                                               | Adversaire                           | Score                                | Résultat                             | Compétition                          |
| ------------------------------------ | ------------------------------------ | -------------------------------------------------- | ------------------------------------ | ------------------------------------ | ------------------------------------ | ------------------------------------ |
| 1.                                   | 19 mai 2001                          | Hasely Crawford Stadium, Couva (Trinité-et-Tobago) | Martinique                           | 1-1                                  | 1-2                                  | CAR 2001                             |
| 2.                                   | 25 mai 2005                          | Hasely Crawford Stadium, Couva (Trinité-et-Tobago) | Bermudes                             | 2-0                                  | 4-0                                  | Match amical                         |
| 3.                                   | 4 juin 2005                          | Hasely Crawford Stadium, Couva (Trinité-et-Tobago) | Panama                               | 2-0                                  | 2-0                                  | QCM 2006                             |
| 4.                                   | 16 novembre 2005                     | Stade national de Bahreïn, Riffa (Bahreïn)         | Bahreïn                              | 0-1                                  | 0-1                                  | QCM 2006                             |
| 5.                                   | 3 septembre 2008                     | Hasely Crawford Stadium, Couva (Trinité-et-Tobago) | Guyana                               | 3-0                                  | 3-0                                  | Match amical                         |

### Sélectionneur de Trinité-et-Tobago
Nommé en janvier 2017 à la tête des Socca Warriors, Lawrence les dirige à l'occasion du dernier tour préliminaire des qualifications à la Coupe du monde 2018. Il frappe un grand coup lors de la dernière journée, en battant les favoris américains par deux buts à un, match qui signifie l'élimination de ces derniers de la course au Mondial 2018.

## Palmarès

### En club
- Wrexham FC
  - Vainqueur de la FAW Premier Cup en 2001, 2003 et 2004.
  - Vainqueur de l'EFL Trophy en 2005.

- Swansea City AFC
  - Champion de la Football League One en 2008.

### En équipe de Trinité-et-Tobago
- Vainqueur de la Coupe caribéenne des nations en 2001.

### Distinctions individuelles
- Meilleur joueur de la Coupe caribéenne des nations 2001 avec Trinité-et-Tobago.
- Meilleur joueur de la saison 2003-2004 avec le Wrexham FC.